# Acini di pepe
Gli acini di pepe sono un tipo di pasta minuta di semola di grano duro.

## Storia
Secondo Jérôme Lalande, che visse nel Settecento e nell'Ottocento, gli acini di pepe  rientravano tra "più di trenta tipi" di pasta "fine" che avrebbe rintracciato nel Napoletano.
Tra le varie pietanze in cui sono oggi impiegati gli acini di pepe vi sono il keskasoon ebraico e la frogeye salad americana, un pudding dolce con crema montata, tuorli e frutti.